# Meister des Sforza-Gebetbuches
Als Meister des Sforza-Gebetbuches (it. Maestro del Libro d’Ore di Bona di Savoia) wird der oberitalienische Buchmaler bezeichnet, der zwischen 1466 und 1476 einen großen Teil eines Stundenbuches ausgemalt hat. Das Gebetbuch befand sich ursprünglich im Besitz von Bona Sforza, der Ehefrau des Galeazzo Maria Sforza, Herzog von Mailand, es gibt dem namentlich nicht bekannte Künstler seinen Notnamen.
Der Meister des Sforza-Gebetbuches wird zusammen mit Antonio da Monza und Francesco Binasco zu den drei führenden Buchmalern gerechnet, die Ende des 15. Jahrhunderts in Mailand tätig waren. Damals war Mailand unter der Herrschaft des als Kunstmäzen bekannten Herzogs zu einem Zentrum der Kunst in Oberitalien geworden.
Der Meister des Sforza-Gebetbuches hatte 48 Miniaturen des Buches in Italienischem Stil gemalt und Teile des Gebetbuches ausgeliefert. Dann wurden die noch auszumalenden Seiten gestohlen. Um 1520 wurde der so fehlende Text hinzugefügt und der flämische Maler Gerard Horenbout malte dazu 16 Bilder. Horenbout war am Hof der Margarethe von Österreich tätig, die das Buch 1504 geerbt hatte. Seine Vollendung des Buches kann durch Dokumente des Hofes belegt werden.
Das nur 13 Zentimeter hohe und 10 cm breite Sforza-Gebetbuch befindet sich seit 1893 in der British Library. Die Bilder seiner Maler gelten als ein bedeutendes Werk der Buchmalerei der Renaissance. Sie spiegeln in ihrer Pracht neben einer noch spätmittelalterlichen Religiosität auch den seiner Entstehungszeit gemäßen Reichtum und den Wunsch nach dessen Darstellung der italienischen Renaissance wider.
Es wurde vorgeschlagen, den Meister des Sforza-Gebetbuches mit dem Maler Giovan Pietro Birago zu identifizieren.
Der Meister des Sforza-Gebetbuches war wohl auch als Kupferstecher tätig; eines seiner in Fachkreisen bekannten Werke ist ein Stich des Abendmahls nach Leonardo da Vinci.